# 田江弥三郎
田江 弥三郎（彌三郎、たごう やさぶろう、1853年（嘉永6年4月）- 1895年（明治28年）5月8日）は、明治期の農業経営者・教育者・政治家。衆議院議員。

## 経歴
伯耆国久米郡弓原村（鳥取県久米郡下北条村、東伯郡下北条村弓原、北条町を経て現北栄町弓原）で、代々大庄屋を務めた田江家に生まれた。大庄屋を務め農業を営む。自邸内に家塾・択善学舎を設け子弟の教育を行った。
1873年（明治6年）10月、第64区戸長となり、同年12月、第16区第7小区長に就任。広正社を創立して社長となり地域の金融の便を図った。また、田江製糸の設立、ブドウ園の経営など、地域産業の振興に尽力した。
1884年（明治17年）3月、補欠選挙で鳥取県会議員に当選し、同年7月まで在任した。1894年（明治27年）3月、第3回衆議院議員総選挙（鳥取県第2区、無所属）で初当選し、同年9月の第4回総選挙（鳥取県第2区、大手倶楽部）でも再選され、衆議院議員に連続2期在任した。議員在任中の1895年5月に死去した。

## 親族
- 長男 田江泰造（衆議院議員）[3]